# Ņ (латиниця)
Ņ, ņ (N-седиль) — літера розширеної латинки. Використовується в латиській мові, де є 19 літерою в алфавіті. Позначає твердопіднебінний носовий [ɲ], близький до українського «нь» [n̠ʲ]. Назва літери —  "ень". Літера (поряд з іншими літерами з седилю) введена в латиський алфавіт 1908 року комісією під керівництвом К. Мюленбахcа. Оновлена версія алфавіту була офіційно затверджена у 1919 році.